# Верхненазаргулово
Верхненазаргулово — деревня в Кувандыкском городском округе Оренбургской области.

## География
Находится на расстоянии примерно 36 километров по прямой на северо-восток от окружного центра города Кувандык.

## Климат
Климат умеренно континентальный. Времена года выражены чётко. Среднегодовая температура по району изменяется от +4,0 °C до +4,8 °C. Самый холодный месяц года — январь, среднемесячная температура около −20,5…−35 °C. Атмосферных осадков за год выпадает от 300 до 450—550 мм, причём большая часть приходится на весенне-летний период (около 70 %). Снежный покров довольно устойчив, продолжительность его, в среднем, 150 дней.

## История
В названии содержится сопоставление с деревней Нижне-Назаргулово (ныне не существует), которая по течению Катралы находилась ниже. В 1871 году отмечена деревня Назаргулова. Топоним происходит от башкирского личного имени Назаргол. В устной речи и на картах чаще фигурируют и другие названия этих селений — Верхний Бульяр и Нижний Бульяр. До 2016 года входило в Оноприеновский сельсовет Кувандыкского района, после реорганизации этих муниципальных образований в составе Кувандыкского городского округа.

## Население
Постоянное население в 2002 году составляло 409 человек (башкиры — 96 %), 250 в 2010 году.